# Tragia novae-hollandiae
Tragia novae-hollandiae är en törelväxtart som beskrevs av Johannes Müller Argoviensis. Tragia novae-hollandiae ingår i släktet Tragia och familjen törelväxter. Inga underarter finns listade i Catalogue of Life.